# Голубенко Євген Іванович
Євге́н Іва́нович Голубе́нко (* 4 листопада 1956, Кам'янець-Подільський) — радянський і український художник-постановник, сценарист, актор. Заслужений діяч мистецтв України (2009).

## Біографічні відомості
Євген Голубенко народився 4 листопада 1956 року на Польських фільварках у місті Кам'янці-Подільському. 1972 року там же закінчив дев'ять класів середньої школи № 13. Три роки займався в місцевій художній школі у викладачів Володимира Воїнова та Збіґнєва Гайха.
1972 року вступив до Одеського художнього училища імені Митрофана Грекова. 1977 року захистив диплом за спеціальністю «викладач креслення і малювання».
Від 1977 до 1979 року проживав на ліміті в Ленінграді. 1979 року повернувся до Одеси.
До 1986 року ховався від соціалістичного реалізму в заняттях, типових для представників андеґраунду: працював сторожем, машиністом казанної, освітлювачем і монтувальником сцени в ТЮГу, штукатуром-маляром у різних РБУ міста Одеси.
Від 1986 року — художник-декоратор на Одеській кіностудії. Від 1992 року — художник-постановник.
Чоловік кінорежисера Кіри Муратової. Розповідають, що колись Голубенко підкорив серце Кіри Муратової тим, що на її очах вирвав безпритульне кошеня з пащі величезного пса і відніс до ветеринара. Врятувати тварину не вдалася. Але це був учинок, який розповів про того, хто його зробив, краще від будь-яких слів .

## Фільмографія
- «Зміна долі» (1987, художник-декоратор)

Художник-постановник:
- «Астенічний синдром» (1989, художник-декоратор)
- «Чутливий міліціонер» (1992, у співавт. з О. Бокатовим)
- «Захоплення» / рос. «Увлеченья» (1994)
- «Три історії» (1997)
- «Лист до Америки» (1999)
- «Другорядні люди» (2001)
- «Чеховські мотиви» (2002)
- «Настроювач» (2004)
- «Довідка» (2004, к/м)
- «Два в одному» (2006)
- «Лялька» (2007, к/м)
- «Мелодія для катеринки» (2009)
- «Вічне повернення» (2012)

Співавтор сценаріїв:
- «Чутливий міліціонер» (1992)
- «Захоплення» (1994)
- «Три історії» (1997)
- «Другорядні люди» (2001)
- «Чеховські мотиви» (2002)
- «Настроювач» (2004)
- «Два в одному» (2006)
- «Лялька» (2007, к/м)
- «Вічне повернення» (2012)

Акторські кінороботи:
- «Захоплення» (1994, епізод)
- «Три історії». Новела «Офелія» (1997, епізод)
- «Другорядні люди» (2001, танцюрист)
- «Два в одному» (2006, епізод)
- «Мелодія для катеринки» (2009, сліпий гравець)

## Кінопремія
- 2004 — премія «Золотий Овен» за найкращу роботу художника (фільм «Настроювач»)